# Гамбараро I (Верчели)
Гамбараро I је насеље у Италији у округу Верчели, региону Пијемонт.
Према процени из 2011. у насељу је живело 12 становника. Насеље се налази на надморској висини од 432 м.